# Lepeophtheirus salmonis
Lepeophtheirus salmonis, "laxlus", är en kräftdjursart som först beskrevs av Henrik Nikolai Krøyer 1837.

## Taxonomi
Lepeophtheirus salmonis ingår i släktet Lepeophtheirus och familjen Caligidae. Arten är reproducerande i Sverige. Inga underarter finns listade i Catalogue of Life.

## Parasit
L. salmonis lever som parasit på laxfiskar. Den har skapat stora problem vid laxodlingar i Chile och Norge. För att bekämpa L. salmonis i laxodlingar används i stor utsträckning kemikalier. Preventiv medicinering har också använts, men detta leder till uppkomsten av resistens hos L. salmonis.

## Bildgalleri

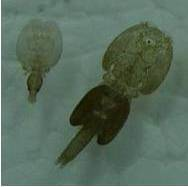